# OGLE-2016-BLG-1195L b
OGLE-2016-BLG-1195L b — экзопланета у коричневого карлика OGLE-2016-BLG-1195L в созвездии Скорпиона. Находится на расстоянии около 13 000 световых лет (3,91 кпк) от Солнца. Единственная известная планета в системе.
Была открыта методом гравитационного микролинзирования на основе данных космического телескопа «Спитцер» и наземного «KMTNet» в 2017 году. На начало 2017 года это самая лёгкая планета, обнаруженная методом микролинзирования.

## Родительская звезда
OGLE-2016-BLG-1195L b вращается вокруг ультрахолодного карлика (коричневого или красного карлика), имеющего массу 0,078+0,016
−0,012 M☉.

## Параметры орбиты
Планета вращается вокруг OGLE-2016-BLG-1195L по орбите с большой полуосью примерно в 1,16 а. е.. Почти на таком же расстоянии от Солнца расположена Земля.

## Физические характеристики
OGLE-2016-BLG-1195L b относится к землеподобным планетам, так как имеет массу примерно 1,43 M⊕. Таким образом, планета похожа на Землю не только орбитой, но и размерами.